# Gyál
Gyál – miasto na Węgrzech, w Komitacie Pest, siedziba władz powiatu Gyál.